# Barbara Minty
Barbara Minty (* 11. Juni 1953 in Seattle, Washington, Vereinigte Staaten) ist eine US-amerikanische Schauspielerin, Autorin und Fotomodel. Sie war die dritte und letzte Ehefrau des Schauspielers Steve McQueen.

## Leben und Karriere
Barbara Minty wurde in Seattle, Washington, geboren und wuchs mehrere Jahre in Corvallis, Oregon auf, wo sie 1971 ihren Abschluss an der Corvallis High School machte.
Minty wurde von den Power-Model-Agentinnen Eileen Ford und Nina Blanchard unter Vertrag genommen und entwickelte sich zu einem gefragten Fotomodel, das in den 1970er Jahren die Titelseiten Dutzender Zeitschriften und Anzeigen zierte.
Der populäre Filmschauspieler Steve McQueen hatte Mintys Foto in einer Anzeige gesehen. Er ließ seinen Agenten ein Treffen mit ihr vereinbaren. Nachdem sie einige Monate zusammen waren, heirateten sie am 16. Januar 1980, McQueen starb am 7. November desselben Jahres.
Minty schrieb ein Buch über ihre gemeinsame Zeit, Steve McQueen – The Last Mile. Im Jahr 2012 schloss sie sich mit der Asbestos Disease Awareness Organization zusammen, um für ein Verbot von Asbest zu kämpfen, der möglicherweise den Krebs verursacht hat, an dem ihr Mann starb.
Barbara Minty heiratete in zweiter Ehe David Brunsvold.

## Weitere Aktivitäten
Barbara Minty trat außerdem in einigen Filmen und Fernsehsendungen auf, meist zu Themen über ihren Mann Steve McQueen.

### Als sie selber
- 2005: Steve McQueen – Leidenschaftlich cool (Steve McQueen: The Essence of Cool, Fernsehfilm)
- 2007: Late Show with David Letterman (Fernsehserie, 1 Folge)
- 2010: Film ‘72 (Fernsehserie, 1 Folge)
- 2010: ITV at the Movies (Fernsehserie, 1 Folge)
- 2014: Ich bin Steve McQueen (I am Steve McQueen)
- 2017: Steve McQueen: American Icon

### Werke
- 2017: Steve McQueen: American Icon (leitende Produzentin)
- 2012: Steve McQueen – The Last Mile. Das Buch erhielt positive Kritiken und kam bei den Lesern gut an.[4]